# Фрейлих, Юваль Шалом
Юваль Шалом Фрейлих (ивр. יובל פרייליך‎, род. 24 января 1995 года) — израильский фехтовальщик-шпажист, чемпион Европы 2019 года, чемпион мира 2014 года среди юниоров и кадетов.

## Биография
Родился в 1995 году в семье австралийцев. В 2004 году семья переезжает на историческую родину. Проживает в Неве-Даниэль из религиозной семьи, не выступает в соревнованиях если они выпадают на шаббат (субботу). Юваль и его отец, Габи обратились в международную Федерацию с просьбой не проводить состязания по субботам, чтобы религиозные спортсмены тоже могли принимать в них участие.
На чемпионате Европы среди юниоров в Баку в 2010 году стал третьим, а в Москве в 2012 году на чемпионате мира среди юниоров и кадетов стал победителем.
В 2014 году у себя на родине на чемпионате Европы среди юниоров стал чемпионом.
В мае 2016 года он выиграл серебряную медаль на чемпионате Европы среди спортсменов до 23 лет, который состоялся в Пловдиве, в Болгарии.
В 2019 году на чемпионате Европы в Дюссельдорфе в финале обыграл своего соперника из Италии Андреа Сантарелли и завоевал титул чемпиона Европы.